# Camper service

Camper service (fig. II.377)

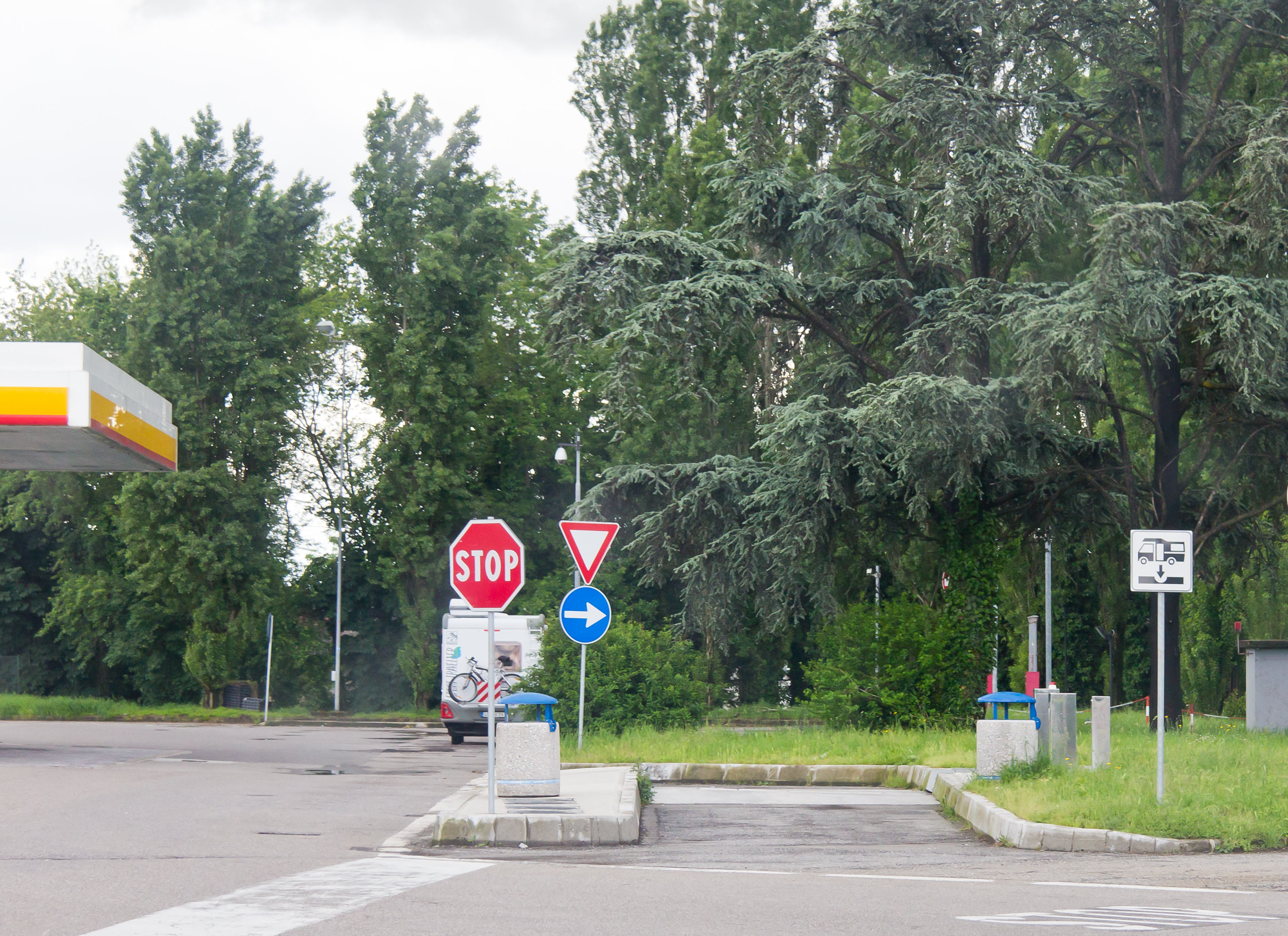
Camper service, area di servizio "San Zenone", A1

Il camper service è una piazzola, attrezzata di apposita caditoia, per lo scarico dei serbatoi di raccolta dei reflui dei veicoli ricreazionali, e dei bus turistici dotati di toilette.
Generalmente fa parte dell'impianto anche una colonnina per il rifornimento dell'acqua potabile, oltre ad un ulteriore dispositivo ausiliario (colonnina) idoneo a ricevere lo scarico dei serbatoi di tipo estraibile installati a bordo dei camper.
Questi impianti si trovano presso le cosiddette "aree di sosta", aree pubbliche o gestite da privati destinate alla sosta breve dei veicoli ricreazionali, presso la quasi totalità dei camping, ed in alcune aree di servizio prevalentemente autostradali.
Le strutture possono essere realizzate artigianalmente oppure tramite l'utilizzo di impianti prefabbricati da ditte specializzate. In quest'ultimo caso sono sovente dotate di gettoniere che permettono il pagamento dei servizi anche in assenza di operatori.
Si tratta di un servizio di estrema importanza, anche in considerazione dello sviluppo del turismo itinerante, per la prevenzione di fenomeni di scarico selvaggio lungo le strade o nelle piazzole di sosta delle stesse.
Proprio in ragione del costante sviluppo del settore del turismo itinerante, la presenza di camper service nel territorio di un comune di fatto attira flussi turistici con effetti benefici sulla piccola economia locale.
(Regolamento di esecuzione e di attuazione del nuovo codice della strada
articolo 136: Segnali che forniscono indicazioni di servizi utili (Art. 39 C.d.S.) - Comma 20)